# دیوید سانسینیتو
دیوید سانسینیتو (انگلیسی: Davide Sancinito؛ زادهٔ ۴ سپتامبر ۱۹۸۷) بازیکن فوتبال است.